# 칼바니코
칼바니코(이탈리아어: Calvanico)는 이탈리아 캄파니아주 살레르노도에 위치한 코무네다.